# Contea di Kaiyang
La contea di Kaiyang (开阳县S, Kāiyáng XiànP) è una contea della Cina, situata nella provincia del Guizhou e amministrata dalla prefettura di Guiyang.